# Norton Shores
Norton Shores ist eine Stadt im Muskegon County, US-Bundesstaat Michigan. Im Jahr 2000 hatte sie 22.527 Einwohner.

## Überblick
Die Stadt liegt am Ufer des Lake Michigan in Muskegon County. Ihr Gebiet nimmt eine Fläche von 63,4 km² ein, und umfasst neben dem Hoffmaster State Park auch die Wasserflächen des Mona Lake und des Black Lake. Norton Shores lässt sich als eine Vorstadtumgebung beschreiben, in der Handels-, Gewerbe- und Industrieentwicklung einen etwa gleichen Anteilen besitzen. Darüber hinaus wurden im Stadtgebiet die meisten Bauanträge im County für die Errichtung von Wohnbebauung gestellt. Unter den Bildungseinrichtungen finden sich beispielsweise die Mona Shores Public Schools, das Muskegon Community College, das Baker College und die Grand Valley State University.

## Bevölkerung
Bei der Volkszählung im Jahre 2000 besaß Norton Shores 22.527 Einwohner. Fast 95 % davon waren Weiße und fast zwei Prozent Afro-Amerikaner. Der Anteil der restlichen Zensus-Volksgruppen lag unter einem Prozent. Das Pro-Kopf-Einkommen lag bei 22.713 US-Dollar. Etwas mehr als 5 % der Bevölkerung lebte unterhalb der Armutsgrenze.

## Geschichte
Lange Zeit bewohnen nur die Chippewa, Potawatomi und Ottawa die Wälder des westlichen Michigan. Als die ersten Siedler das Gebiet erreichten, nutzten sie die durch die Indianer frei gehaltenen Lichtungen zum Anbau von Nutzpflanzen.
Organisiert wurde das Gebiet des heutigen Norton Shores 1845 von Siedlern aus der Ortschaft Mill Point (heute Spring Lake) als Teil des Norton Township. Das Township wurde nach Colonel Amos Norton benannt, einem kanadischen Patrioten, der an den Rebellionen von 1837 beteiligt war.
Norton Township war ein Teil von Ottawa County und umfasste neben dem Gebiet des heutigen Norton Shores auch die Gebiete der Townships von Fruitport und Sullivan. 1855 wurde das Spring Lake Township als Bestandteil des Ottawa County aus dem Gebiet des Norton Township ausgegliedert. 1859 wurde auch Norton Township von Ottawa County abgetrennt und wurde Teil von Muskegon County. Die Bevölkerung wuchs in den darauffolgenden 5 Jahren von etwas unter 200 auf 229.
1847 wurde die erste kleine Sägemühle des Norton Township erbaut. Sie lag am Kopf des Black Lake (heute Mona Lake) und war unter dem Namen Robinson's Mill bekannt. 1850 kam Ira Porter an den Mona Lake und betrieb die Sägemühle Porter Sawmill und eine kleine Obstplantage.
Eine der größten Obstplantagen im Norton Township wurde von G. N. Cobb betrieben, der darüber hinaus seit 1869 15 Jahre lang eine Fabrik zur Herstellung von Schachteln und Kisten betrieb. Nach der Schließung der Sägemühlen und der Kistenfabrik wurde der Obstanbau ein einträgliches Gewerbe für die Einwohner der Gegend. Das Obst, meist Beeren, wurde von Booten aufgenommen, die das Ufer des Sees abfuhren und die gefüllten Obstkisten von den Stegen der Obstplantagen abholten. Nach der Abholung wurde das Obst zum Michigansee transportiert und auf große Dampfschiffe mit dem Ziel Chicago verladen.
Die Selbstverwaltung des Ortes geht auf eine Initiative des Norton Township Volunteer Fire Department, also der Freiwilligen Feuerwehr von Norton Township, und der Ortsversammlung zurück. Auf ihre Anregung hin wurde eine Gemeindeordnung entworfen, die am 16. April 1968 in Kraft trat.